# Urlaub vom Himmel
Urlaub vom Himmel (Originaltitel: Here Comes Mr. Jordan) ist eine US-amerikanische Filmkomödie des Regisseurs Alexander Hall aus dem Jahr 1941 nach dem Bühnenstück Irrtum im Himmel (Heaven Can Wait, 1938) von Harry Segall.

## Handlung
Joe Pendleton, ein Boxer, stürzt bei einem Vergnügungsflug mit seiner kleinen Maschine ab. Der Engel 7013 glaubt, dass Joe den Absturz nicht überleben wird, und nimmt sich – um ihm Schmerzen zu ersparen – seiner Seele bereits vor dem Absturz an. Im Jenseits stellt sich heraus, dass Joes Tod ein Fehler war. Er hätte ohne die Einwirkung des Engels überlebt und noch 50 Jahre vor sich gehabt. Der Vorgesetzte des Engels, Mr. Jordan, ordnet an, dass Joe in seinen Körper zurückkehren soll – doch in der Zwischenzeit wurde dieser auf Anordnung von Max Corkle, Joes Boxmanager, im Krematorium verbrannt. Nun soll Joe, der nicht um seine 50 Jahre Leben betrogen werden will, ein neuer Körper zur Verfügung gestellt werden. Mr. Jordan erklärt, dass der Körper nur eine Hülle ist, Joe werde aber durch seine Seele der gleiche bleiben, der er war. Da Joe gerne als Boxer weitermachen möchte, sollte es ein körperlich fittes Exemplar sein.
Nach ein paar untauglichen Exemplaren zeigt Jordan Joe den Körper von Mr. Bruce Farnsworth, einem Bankier, der soeben von seiner Frau Julia und seinem Sekretär Tony Abbott in seiner Badewanne ertränkt worden ist. Joe zögert, den Körper zu übernehmen. Doch, als er sieht, dass das mörderische Pärchen die reizende Miss Bette Logan, die Tochter eines durch Betrügereien von Farnsworth zu Unrecht im Gefängnis sitzenden Klienten, abweisend behandelt, entscheidet er sich für den Körper. Ab jetzt sehen die Zuschauer sowie Joe selbst weiterhin den richtigen Joe, die Personen im Film nehmen ihn als Farnsworth wahr.
Pendleton in Farnsworths Körper zahlt alle Investoren aus und schafft es, Miss Logans Vater aus dem Gefängnis zu holen. Er teilt seinem Manager Max mit, dass er in Wahrheit Joe sei. Zum Beweis spielt er ein Saxophon in der schlechten Art und Weise, wie der echte Joe es tat. Max trainiert ihn, und er kann nach einiger Zeit den aktuellen Schwergewichtsmeister Ralph (K.O.) Murdock herausfordern. Mr. Jordan warnt Joe, dass es zu einem Konflikt kommen könnte, wenn er in der Gestalt Farnsworths den Titel gewinnt, den eigentlich Pendleton gewinnen sollte. Unterdessen planen Julia und der Sekretär Abbott einen weiteren Mordversuch auf den ihnen zu spendablen Farnsworth, obwohl ihnen unerklärlich bleibt, wie er ihren vorherigen Mordanschlag überlebt hat. Joe als Farnsworth wird von Abbott erschossen. Joe kehrt zurück in die Geisterwelt und erfährt von Mr. Jordan, dass die Farnsworth-Leiche in einer Tiefkühltruhe im Keller verborgen wurde.
Julia und Abbott behaupten fortan, Farnsworth sei untergetaucht. Max glaubt das nicht und schaltet die Polizei ein, die aber seinem Gerede über Engel und Körperwechsel keinen Glauben schenkt. Bei einem Verhör im Farnsworth-Haus durch Inspektor Williams schafft es Joe mittels telepathischer Beeinflussung, dass Max das Radio einschaltet. Der Sprecher verkündet, dass Murdock im Weltmeisterschaftskampf gegen Lou Gilbert zusammengebrochen sei, ohne dass ihn jemand berührt habe. Jordan findet heraus, dass Murdock von Wettbetrügern erschossen worden ist, damit der Kampf an seinen Gegner geht. Joe übernimmt den Körper von Murdock, den er kennt und respektiert, und gewinnt in diesem Körper den Kampf. Da Joe als Murdock wieder ein Saxophon bei sich hat, weiß Max, dass Joe nun in Murdocks Körper auftritt. Joe verrät Max das Versteck von Farnsworths Leiche, woraufhin die Polizei wenig später die Leiche in der Kühltruhe findet. Julia und Abbott werden festgenommen. Immer noch als Murdock feuert er den korrupten Manager von Murdock und stellt Max ein.
Mr. Jordan erklärt Joe, dass dies sein Los sei, er könne nun als Murdock leben. Er heilt die Schusswunde und lässt seine Erinnerungen an sein früheres Leben als Joe sowie seine Begegnungen mit den Engeln verschwinden. Miss Logan erscheint, sieht Murdock und fühlt, dass sie sich schon einmal gesehen haben. Sie erinnert sich daran, dass Joe als Farnsworth kurz vor seiner Ermordung ihr gesagt hatte, dass sie einem Boxer gegenüber freundlich sein solle, den sie bald treffen könne und der sie an ihn erinnern würde. Während die beiden zusammen weggehen, lächelt Jordan in sich hinein.

## Kinopremieren
- USA – 7. August 1941[1]
- Österreich – 15. November 1945
- Deutschland – 18. Oktober 1946

## Hintergrund
Columbia Pictures hatte sich ursprünglich die Rechte an Harry Segalls Bühnenstück von 1938 gesichert, um es mit Cary Grant in der Hauptrolle für die Leinwand zu adaptieren. Letztlich erhielt jedoch Robert Montgomery die Rolle. Der Erfolg des Films bei Kritikern und Publikum veranlasste Columbia, mit dem Film Eine Göttin auf Erden (1947) eine Fortsetzung zu drehen, in der Columbias damaliger größter Star Rita Hayworth die Hauptrolle innehatte und die ebenfalls von Regisseur Alexander Hall inszeniert wurde. Die Schauspieler Edward Everett Horton und James Gleason waren dabei erneut in ihren Rollen als Engel 7013 und Max Corkle zu sehen, die Rolle des Mr. Jordan spielte jedoch Roland Culver.
Unter dem Titel Der Himmel soll warten wurde 1978 von Warren Beatty ein Remake von Urlaub vom Himmel gedreht. Beatty spielte auch die Hauptrolle, dazu kamen noch Julie Christie als Miss Logan und James Mason als Mr. Jordan. Im Jahr 2001 folgte unter dem Titel Einmal Himmel und zurück eine weitere Neuverfilmung.
James Gleason ist der erste Schauspieler, der für einen Oscar für eine Rolle nominiert war, für die ein anderer Schauspieler in einem Remake ebenfalls nominiert wurde, in diesem Fall Jack Warden.

## Kritiken
Theodore Strauss von der New York Times bezeichnete den Film seinerzeit als „einen köstlichen und komplett entwaffnenden Witz auf Kosten des Himmels“. Er sei „fröhlich, geistreich, liebevoll und nicht ein bisschen vernünftig“ und damit „eine der erlesensten Fantasie-Komödien des Jahres“. Variety lobte Robert Montgomerys Darstellung als „Highlight“ unter den „exzellenten Vorstellungen“ der Besetzung. Alexander Halls Regie habe durchweg ein „hohes Tempo“ durchgehalten.
Der film-dienst nannte den Film „eine taktvolle, originelle und liebenswerte Fantasie-Komödie, die ebenso ausgelassen wie romantisch unterhält“.

## Auszeichnungen
Bei der Oscarverleihung 1942 wurde der Film in den Kategorien Beste Originalgeschichte (Herry Segall) und Bestes adaptiertes Drehbuch (Sidney Buchman, Seton I. Miller) mit dem Oscar ausgezeichnet. Nominiert war er zudem in den Kategorien Bester Film, Beste Regie (Alexander Hall), Bester Hauptdarsteller (Robert Montgomery), Bester Nebendarsteller (James Gleason) und Beste Kamera (Joseph Walker).

## Synchronisation
| Rolle                    | Darsteller            | Synchronsprecher        |
| ------------------------ | --------------------- | ----------------------- |
| Joe Pendleton            | Robert Montgomery     | Joachim Ansorge         |
| Miss Bette Logan         | Evelyn Keyes          |                         |
| Mr. Jordan               | Claude Rains          | Friedrich W. Bauschulte |
| Julia Farnsworth         | Rita Johnson          | Helga Trümper           |
| Engel/Himmelsbote 7013   | Edward Everett Horton | Klaus Miedel            |
| Max „Pop“ Corkle         | James Gleason         | Benno Hoffmann          |
| Tony Abbott              | James Emery           | Hartmut Reck            |
| Inspektor Williams       | Donald MacBride       | Niels Clausnitzer       |
| Butler Sisk              | Halliwell Hobbes      | Wolf Ackva              |
| Lefty (Murdocks Manager) | Don Costello          | Wolfgang Hess           |
| Bugsy                    | Benny Rubin           | Norbert Gastell         |
| Co-Pilot Mr. Sloan       | Lloyd Bridges         | Leon Rainer             |
| Intro-Sprecher           |                       | Martin Hirthe           |

Der Film wurde 1975 in München synchronisiert.